# Toll Point
Toll Point är en udde i Gambias huvudstad Banjul. Den ligger 5 km nordväst om Banjuls centrum.